# Thord Svedlund
Thord Svedlund és un violinista i director d'orquestra suec.
Va rebre la seva formació musical a Suècia, els Països Baixos i els Estats Units. El debut a la direcció de Svedlund va tenir lloc el 1991 amb membres de l'Orquestra Simfònica de Göteborg a la Partita de Mozart. Just abans, Svedlund havia estat inclòs en aquella orquestra com a (segon) violinista. Des de llavors, Svedlund ha dirigit diverses orquestres simfòniques a Escandinàvia i més enllà.
El 1992 va publicar un disc compacte amb concerts de fagot d'origen escandinau. Després d’això va dedicar una quantitat considerable de temps a la promoció de l’oblidat compositor soviètic Mieczysław Weinberg. Els enregistraments van aparèixer per primera vegada a la discogràfica russa, Olympia Compact Discs Ltd., però més tard també amb Chandos. Durant els enregistraments va dirigir diverses orquestres.